# Lučko
Lučko is een plaats in de gemeente Zagreb in de Kroatische provincie Stad Zagreb. De plaats telt 2.841 inwoners (2001).